# Laahus
Laahus är en sjö i kommunen Orivesi i landskapet Birkaland i Finland. Arean är 35 hektar och strandlinjen är 4,53 kilometer lång. Sjön  ingår i Kumo älvs huvudavrinningsområde.   Den ligger omkring 39 kilometer nordöst om Tammerfors och omkring 170 kilometer norr om Helsingfors. 
Väster om Laahus ligger Kivikarinjärvi. 